# Greenbush, Minnesota
Greenbush là một thành phố thuộc quận Roseau, tiểu bang Minnesota, Hoa Kỳ. Năm 2010, dân số của thành phố này là 719 người.

## Dân số
- Dân số năm 2000: 784 người.
- Dân số năm 2010: 719 người.